# Robert Arthur
Robert Arthur (1 de novembro de 1909 – 28 de outubro de 1986) foi um produtor e roteirista norte-americano.
Nascido Robert Arthur Feder, em Nova Iorque, começou como roteirista em 1937, trabalhando para MGM, que permaneceu por dez anos. Tornou-se produtor quando ele começou a trabalhar para a Universal Pictures, produzindo filmes de longa-metragem, como A Time to Love and a Time to Die (1958), The Spiral Road (1962) e The King's Pirate (1967).
Arthur faleceu em 1986 e foi enterrado em Forest Lawn – Hollywood Hills Cemetery, em Los Angeles.